# Frank Rosenblatt

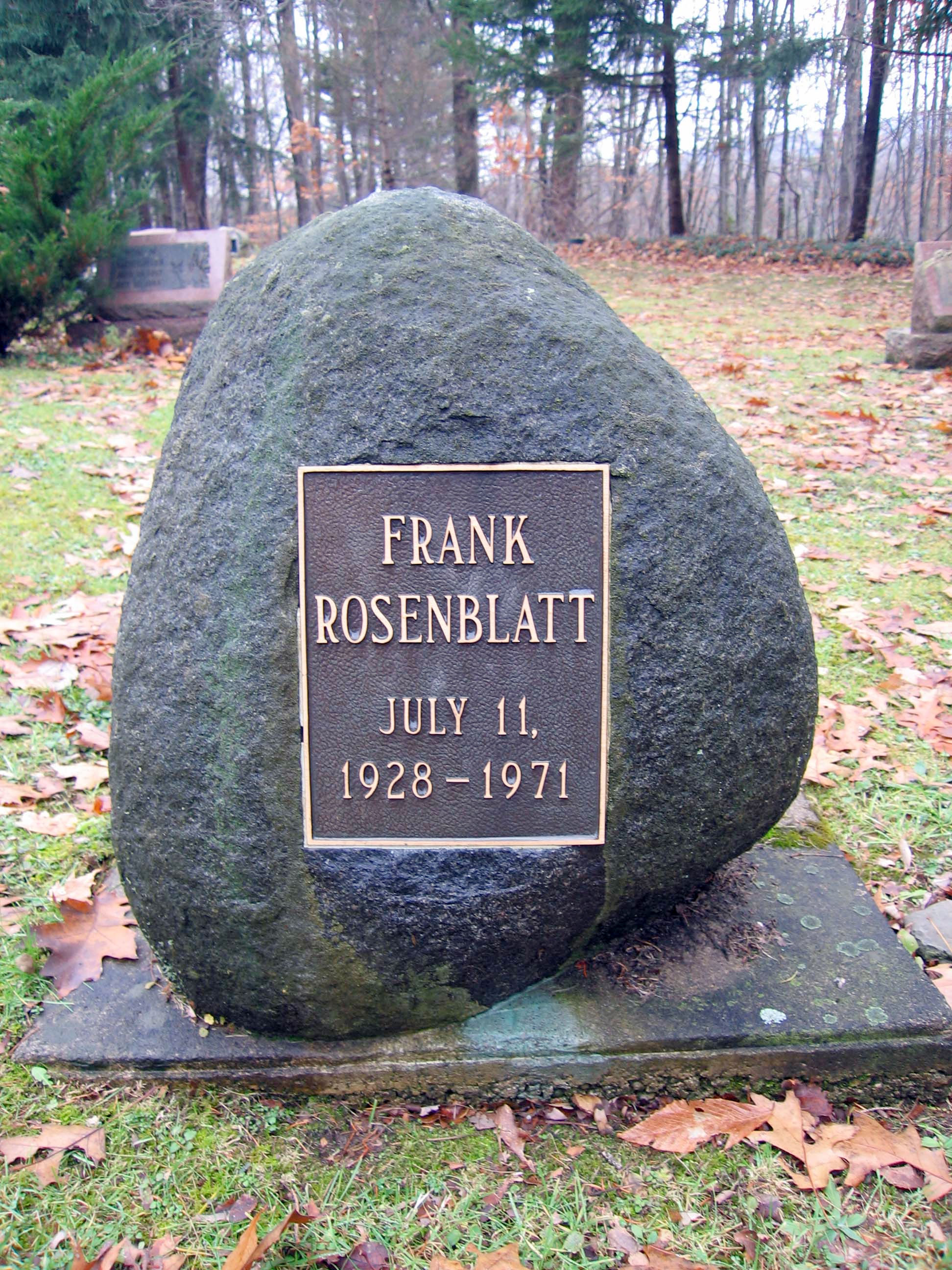
Grabstein von Frank Rosenblatt, Brooktondale, NY, USA.

Frank Rosenblatt (* 11. Juli 1928 in New York City; † 11. Juli 1971 in der Chesapeake Bay) war ein US-amerikanischer Psychologe und Informatiker.

## Leben
Rosenblatt arbeitete als Doktorand von James Gerome Gibson bei der Auswertung von statistischen Stichproben mit einem einfachen Computer, der einige Gleichungen schnell lösen konnte. Er entwickelte 1955–57 das Perzeptron (von perception). Er setzte das von ihm entwickelte Konzept 1960 an der Cornell University im Computer Mark I um, der als erster Computer mittels Versuch und Irrtum (engl. trial and error) lernfähig war. Dazu nutzte er die Hebbsche Lernregel. Auch orientierte er sich an August von Hayek, der die mentale Ordnung an der sensorischen Ordnung orientieren wollte. Die Ordnung im Hirn entspreche der Ordnung in der Wahrnehmung.
Im Jahr 1962 veröffentlichte Rosenblatt das Buch Principles of Neurodynamics: Perceptrons and the Theory of Brain Mechanisms, das auf seiner, unter Studenten sehr beliebten, Vorlesung „Theory of Brain Mechanisms“ basierte und seine bisherigen Forschungsergebnisse zusammenfasste.
In Marvin Minsky hatte Rosenblatt einen erbitterten Widersacher, der viele teils polemische und Rosenblatt persönlich angreifende Schriften gegen das Konzept des Perzeptrons verfasste. Rosenblatt ließ sich davon jedoch nicht provozieren. Im Jahr 1969 veröffentlichte Minsky das Buch Perceptrons, in dem er in mathematischer Zeichensprache nachweisen wollte, dass das Perzeptron nicht in der Lage sei, eines der elementaren logischen Gatter (XOR) abzubilden. Allerdings stellte sich einige Zeit später heraus, dass XOR mit einem mehrschichtigen Perzeptron sehr wohl leicht abbildbar ist.
Rosenblatt konnte auf das Buch Minskys nicht mehr reagieren, da er bald nach der Veröffentlichung bei einem Bootsunfall ums Leben kam. Ironischerweise wandte sich Minsky in den 1980er Jahren selbst neuronalen Netzen zu, seine Forschungen basierten auf den Ergebnissen Rosenblatts.

## Schriften (Auswahl)
- The perceptron. A probabilistic model for information storage and organization in the brain. In: Psychological Reviews, 65 (1958): S. 386–408, doi:10.1037/h0042519
- Studies of Memory Transfer in Rats. Belvoir Defense Technical Information Center, 1967, doi:10.1037/h0042519 (online, PDF)
- Collected Technical Papers. Bd. III. Belvoir Defense Technical Information Center, 1968. (online, PDF)